# 埃尔万·阿贝莱盖塞
埃尔万·阿贝莱盖塞（土耳其語：Elvan Abeylegesse，1982年9月11日—）生于埃塞俄比亚亚的斯亚贝巴，土耳其女子田径运动员。原本获得2008年北京奥运女子5000米和10000米银牌，后因禁药问题被取消成绩。

## 外部連結
- 埃尔万·阿贝莱盖塞在的頁面